# Leuctra pseudosignifera
Leuctra pseudosignifera is een steenvlieg uit de familie naaldsteenvliegen (Leuctridae). De wetenschappelijke naam van de soort is voor het eerst geldig gepubliceerd in 1954 door Aubert.